# Левянт, Марк Григорьевич
Марк Григорьевич Левя́нт (родился 4 июня 1951 года, Гори, Грузия) российский композитор, исполнитель, заместитель председателя Союза композиторов России (с 2015),  председатель Самарской организации Союза композиторов России (с 1999), Народный артист Российской Федерации (2006), лауреат Почётной премии Российского авторского общества (РАО) «За вклад в развитие науки, культуры и искусства» и лауреат престижной премии Союза композиторов России — премии им. Д. Д. Шостаковича.
Являясь музыкальным руководителем Самарского (Куйбышевского) театра драмы им. М. Горького с 1973 года, Марк Левянт написал музыку более, чем к 150 спектаклям. Эти постановки шли во многих  театрах России и за рубежом. — .

## Обучение
- В 1972 году закончил музыкальный факультет Куйбышевского государственного педагогического института им В. В. Куйбышева.
- В 1983 году закончил Горьковскую государственную консерваторию им. М. А. Глинки.

## Биография
Являясь музыкальным руководителем Самарского (Куйбышевского) театра драмы им. М. Горького с 1973 года, Марк Левянт написал музыку более, чем к 120 спектаклям. Эти постановки шли в театрах России и за рубежом.
Работал с театром «Понедельник» (Самара), «Колесо» (Тольятти) и др.
В театре «СамАрт» писал музыку спектаклей «Игра в Микадо», «Валентин и Валентина».
Марк Левянт сочиняет музыку и одновременно ведёт активную концертную деятельность. Его концерты с успехом проходили как в России, так и в Венгрии, Германии, Чехии, США и других странах. В Самарской области он стал инициатором и организатором ежегодного проведения с 2001 года Международного фестиваля «Музыкальные автографы».
Марк Григорьевич — автор симфоний, струнных квартетов, фортепианных произведений, камерной вокальной лирики, хоровой музыки, эстрадных песен. С его музыкой вышло огромное количество кассет, виниловая пластинка «До встречи!» и три компакт-диска. В разное время песни Марка Левянта исполняли Николай Караченцов, Сосо Павлиашвили и Валентина Пономарёва.. Также он и сам иногда выступал в качестве певца.

## Дискография
- 1994 — «До встречи!» (винил)
- 1997 — «Снова с нуля» (CD)
- 2007 — «Мелодии театра» (CD)
- 2007 — «12 часов» (CD)
- 2017 — «На том берегу» (CD)

## Награды и звания
- Орден Почёта (8 декабря 2024) — за большой вклад в развитие отечественной культуры и искусства, многолетнюю плодотворную деятельность[4]
- Орден Дружбы (17 ноября 2016) — за большой вклад в развитие отечественной культуры и искусства, многолетнюю плодотворную деятельность[5]
- Народный артист Российской Федерации (1 декабря 2006) — за большие заслуги в области искусства[6]
- Заслуженный деятель искусств РСФСР (1985)
- Почётный знак Губернатора Самарской области «За служение людям» (28 августа 2023) — за общественную полезную работу, направленную на благо жителей Самарской области
- Лауреат Почётной премии Российского авторского общества (РАО) «За вклад в развитие науки, культуры и искусства»
- Лауреат престижной премии Союза композиторов России — премии им. Д. Д. Шостаковича